# Torvgletsjer
De Torvgletsjer is een gletsjer in de gemeente Sermersooq in het oosten van Groenland. Het is een van de gletsjers op de noordoostkust van het Geikieplateau die uitkomen op Kangertittivaq (Scoresby Sund). Richting het oosten ligt de Milanogletsjer en richting het westen ligt de Vestre Borggletsjer.